# Pas de Balthazar
Le pas de Balthazar est un col de montagne pédestre des Pyrénées s'élevant à 2 829 mètres d'altitude dans la vallée d'Aure, dans le département français des Hautes-Pyrénées en Occitanie. Il relie le vallée du Moudang à l’ouest, à la vallée du Rioumajou à l’est.

## Toponymie
Pas signifie « passage ».

## Géographie
Le pas de Balthazar est situé entre le pic d'Escalet (2 728 m) au nord et le pic de Lia (2 778 m) au sud. Il surplombe à l’est l’hospice du Rioumajou.

## Protection environnementale
Le col fait partie d'une zone naturelle protégée, classée ZNIEFF de type 1 : haute vallée d'Aure en rive droite, de Barroude au col d'Azet.

## Voies d'accès
On y accède par le versant ouest depuis le moulin du Moudang, prendre le sentier le long de la Neste du Moudang puis aux granges du Moudang continuer vers le col en longeant le ruisseau de Lia. Par le versant ouest depuis l'hospice du Rioumajou par la cabane d'Arriouère.